# Recht Op Een Leven
Recht Op Een Leven (ROEL) was een Belgische socialistische politieke partij die in 2014 deelnam aan de verkiezingen voor het Vlaams Parlement. De partij werd opgericht door Vincent Minne.
De partij begon oorspronkelijk als een Facebookgroep, vervolgens werd op 31 mei 2013 te Aalst het eerste ROEL-huis geopend. De beweging stelde dat justitie moet worden hervormd en de werkloosheid moet worden aangepakt. Bekend gezicht op de kieslijst is de Hamse ACV-voorzitter Marc De Bock. De partij mikte tijdens de campagne op drie zetels in het Vlaams Parlement, maar trok te weinig stemmen om de kiesdrempel te behalen.